# Định lý số nguyên tố
Trong lý thuyết số, định lý số nguyên tố (prime number theorem - PNT, hay định lý phân bố số nguyên tố) mô tả sự phân bố tiệm cận của các số nguyên tố giữa các số nguyên dương. Định lý này chuẩn hóa ý tưởng trực quan rằng các số nguyên tố trở nên ít phổ biến hơn khi chúng trở nên lớn hơn bằng cách định lượng chính xác tỷ lệ xuất hiện các số này. Định lý đã được Jacques Hadamard và Charles Jean de la Vallée Poussin chứng minh độc lập vào năm 1896 bằng cách sử dụng các ý tưởng của Bernhard Riemann (đặc biệt là hàm zeta Riemann).
Tỷ lệ phân phối đầu tiên như vậy được tìm thấy là π(N) ~ N/log(N), trong đó π(N) là hàm đếm số nguyên tố và log(N) là logarit tự nhiên của N. Điều này có nghĩa là với N đủ lớn, xác suất một số nguyên ngẫu nhiên không lớn hơn N là số nguyên tố rất gần với 1/log(N). Do đó, một số nguyên ngẫu nhiên có tối đa 2n chữ số (cho n đủ lớn) có xác suất là số nguyên tố bằng 1/2 xác suất của một số nguyên ngẫu nhiên có nhiều nhất n chữ số. Ví dụ: trong số các số nguyên dương có nhiều nhất 1000 chữ số, có khoảng một trong 2300 số là số nguyên tố (log(101000) ≈ 2302.6), trong khi trong số các số nguyên dương có nhiều nhất 2000 chữ số, thì khoảng một trong 4600 số là số nguyên tố (log(102000) ≈ 4605.2). Nói cách khác, khoảng cách trung bình giữa các số nguyên tố liên tiếp giữa các số nguyên N đầu tiên là khoảng log(N).

## Nội dung

Đồ thị hiển thị tỷ lệ của hàm đếm số nguyên tố π(x) với hai giá trị gần đúng của nó, x / log x và Li(x). Khi x tăng (lưu ý trục x là logarit), cả hai tỷ lệ đều hướng về 1. Tỷ lệ cho x / log x ở hình bên trên hội tụ rất chậm, trong khi tỷ lệ cho Li(x) hội tụ nhanh hơn (hình bên dưới).

Biểu đồ log-log hiển thị sai số tuyệt đối của x / log x và Li(x), hai phép tính gần đúng với hàm đếm số nguyên tố π(x). Không giống như tỷ lệ, sự khác biệt giữa π(x) và x / log x tăng không bị chặn khi x tăng. Mặt khác, giá trị của Li(x) − π(x) đảo dấu vô hạn nhiều lần.

Đặt π(x) là hàm đếm số nguyên tố cho số lượng các số nguyên tố nhỏ hơn hoặc bằng x, với bất kỳ số thực x nào. Ví dụ: π(10) = 4 vì có bốn số nguyên tố (2, 3, 5 và 7) nhỏ hơn hoặc bằng 10. Định lý số nguyên tố sau đó nói rằng x / log x là một xấp xỉ tốt với π(x), theo nghĩa là giới hạn của thương số giữa hai hàm π(x) và x / log x khi x tăng vô hạn, bằng 1:
{\displaystyle \lim _{x\to \infty }{\frac {\;\pi (x)\;}{\;\left[{\frac {x}{\log(x)}}\right]\;}}=1,}
được gọi là quy luật tiệm cận của việc phân phối số nguyên tố. Sử dụng ký hiệu tiệm cận, kết quả này có thể được trình bày lại dưới dạng
{\displaystyle \pi (x)\sim {\frac {x}{\log x}}.}

## Sách tham khảo
- Hardy, G. H.; Littlewood, J. E. (1916). "Contributions to the Theory of the Riemann Zeta-Function and the Theory of the Distribution of Primes" (PDF). Acta Mathematica. Quyển 41. tr. 119–196. doi:10.1007/BF02422942.
- Granville, Andrew (1995). "Harald Cramér and the distribution of prime numbers" (PDF). Scandinavian Actuarial Journal. Quyển 1. tr. 12–28. CiteSeerX 10.1.1.129.6847. doi:10.1080/03461238.1995.10413946. Bản gốc (PDF) lưu trữ ngày 23 tháng 9 năm 2015. Truy cập ngày 17 tháng 12 năm 2019.